# Karmelitská
Karmelitská ulice na Malé Straně v Praze spojuje křižovatku ulic Újezd a Harantova s Malostranským náměstím. Ulicí vede tramvajová trať, součást tratě Malostranská – Bílá Hora.

## Popis
Na jižním začátku ulice je klasicistní budova Rohanského paláce, který původně ze tří budov postavil architekt Bonifác Wolmut v roce 1571. Palác byl víckrát přestavěn a dnes tu sídlí ministerstvo školství, mládeže a tělovýchovy České republiky.
Kostel Panny Marie Vítězné a svatého Antonína Paduánského zvaný "kostel pražského jezulátka" založený v polovině 16. století při karmelitánském klášteře na čísle 9, podle něhož je ulice pojmenována.

## Historie a názvy

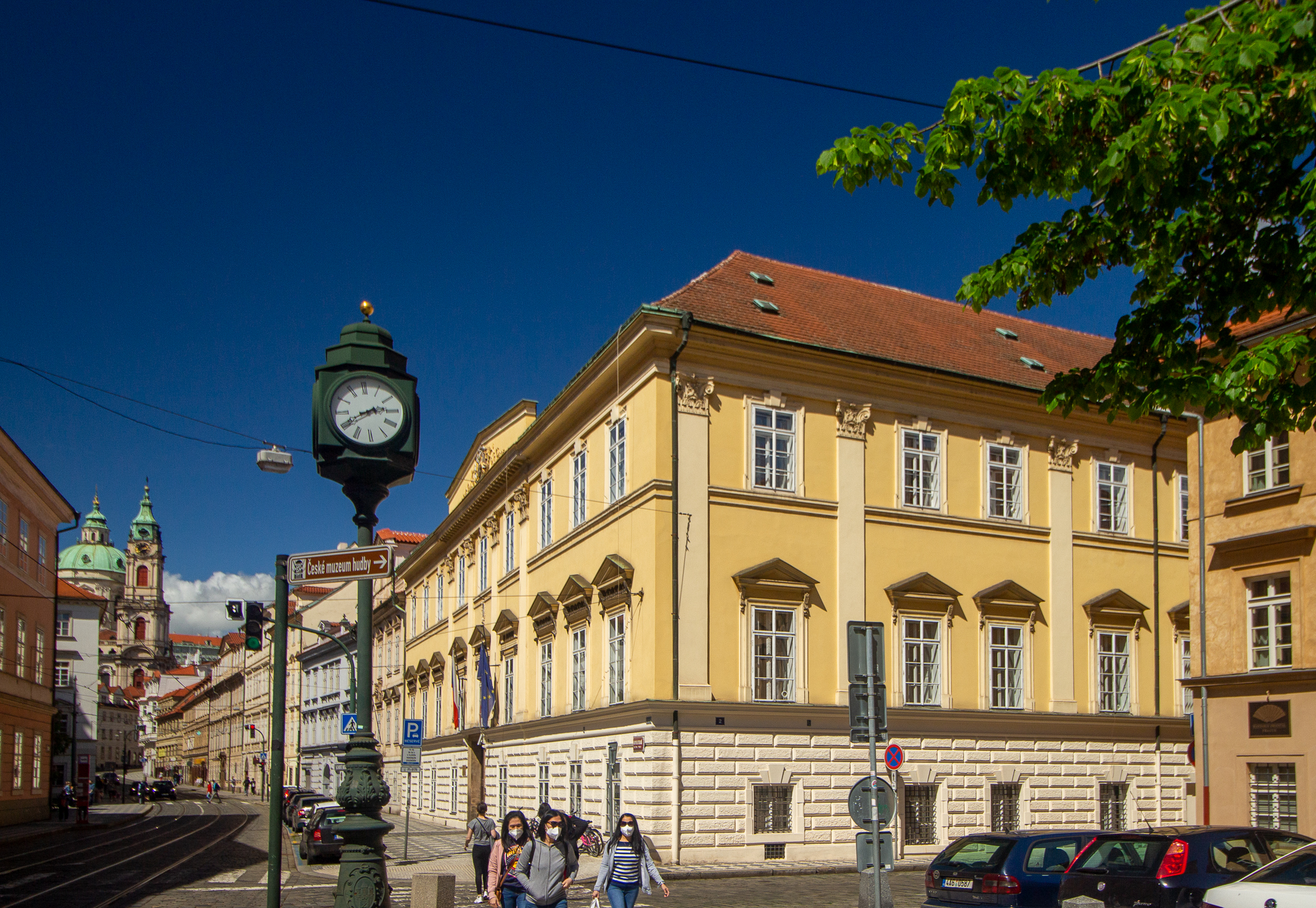
Rohanský palác v Karmelitské

Ulice vznikla ve středověku a byla za hradbami Malé Strany. Ve 14. století král Karel IV. rozšířil hradby až ke Smíchovu a ulice se stala součást pražského města Malá Strana.
Po bitvě na Bílé hoře získal pozemky v prostorech ulice řád bosých karmelitánů, který zde založil svůj klášter s kostelem Panny Marie Vítězné a svatého Antonína Paduánského.
Od konce 17. století se původní název ulice "K Újezdu" změnil na "Karmelitská".

## Budovy, firmy a instituce
- České muzeum hudby v budově bývalého klášterního kostela sv. Máří Magdaleny - Karmelitská 4[2]
- Rohanský palác, dnes sídlo MŠMT - Karmelitská 8[3]
- Kostel Panny Marie Vítězné a svatého Antonína Paduánského "U Pražského Jezulátka" s karmelitánským klášterem - Karmelitská 9[4]
- Vrtbovský palác a Vrtbovská zahrada - Karmelitská 25[5][6]
- Palác Lažanských (okresní soud pro Prahu-západ)
- Kubistický dům v Karmelitské - Karmelitská 26